# Carregado e Cadafais
Carregado e Cadafais (llamada oficialmente União das Freguesias de Carregado e Cadafais) es una freguesia portuguesa del municipio de Alenquer, distrito de Lisboa.

## Historia
Fue creada el 28 de enero de 2013 en aplicación de una resolución de la Asamblea de la República de Portugal promulgada el 16 de enero de 2013 con la unión de las freguesias de Cadafais y Carregado, pasando su sede a estar situada en la antigua freguesia de Carregado.

## Demografía
| Gráfica de evolución demográfica de Carregado e Cadafais entre 2011 y 2021 |
|                                                                            |
| Datos según el nomenclátor publicado por el INE portugués.                 |